# Dédoublement du B2
 (février 2024).
La mise en forme du texte ne suit pas les recommandations de Wikipédia : il faut le « wikifier ».
Les points d'amélioration suivants sont les cas les plus fréquents. Le détail des points à revoir est peut-être précisé sur la page de discussion.
- Les titres sont pré-formatés par le logiciel. Ils ne sont ni en capitales, ni en gras.
- Le texte ne doit pas être écrit en capitales (les noms de famille non plus), ni en gras, ni en italique, ni en « petit »…
- Le gras n'est utilisé que pour surligner le titre de l'article dans l'introduction, une seule fois.
- L'italique est rarement utilisé : mots en langue étrangère, titres d'œuvres, noms de bateaux, etc.
- Les citations ne sont pas en italique mais en corps de texte normal. Elles sont entourées par des guillemets français : « et ».
- Les listes à puces sont à éviter, des paragraphes rédigés étant largement préférés. Les tableaux sont à réserver à la présentation de données structurées (résultats, etc.).
- Les appels de note de bas de page (petits chiffres en exposant, introduits par l'outil «  Source ») sont à placer entre la fin de phrase et le point final[comme ça].
- Les liens internes (vers d'autres articles de Wikipédia) sont à choisir avec parcimonie. Créez des liens vers des articles approfondissant le sujet. Les termes génériques sans rapport avec le sujet sont à éviter, ainsi que les répétitions de liens vers un même terme.
- Les liens externes sont à placer uniquement dans une section « Liens externes », à la fin de l'article. Ces liens sont à choisir avec parcimonie suivant les règles définies. Si un lien sert de source à l'article, son insertion dans le texte est à faire par les notes de bas de page.
- La présentation des références doit suivre les conventions bibliographiques. Il est recommandé d'utiliser les modèles {{Ouvrage}}, {{Chapitre}}, {{Article}}, {{Lien web}} et/ou {{Bibliographie}}. Le mode d'édition visuel peut mettre en forme automatiquement les références.
- Insérer une infobox (cadre d'informations à droite) n'est pas obligatoire pour parachever la mise en page.

Pour une aide détaillée, merci de consulter Aide:Wikification.
Si vous pensez que ces points ont été résolus, vous pouvez retirer ce bandeau et améliorer la mise en forme d'un autre article.

Diagramme de Wiggers de divers événements d'un cycle cardiaque, avec le 2e bruit cardiaque en bas.

Une scission S2 est une découverte lors de l'auscultation du bruit cardiaque S2.
Cela se produit lorsque la fermeture de la valve aortique (A 2 ) et la fermeture de la valve pulmonaire (P 2 ) ne sont pas synchronisées pendant l'inspiration. Le deuxième bruit cardiaque (S2) est provoqué par la fermeture des valvules aortique et pulmonaire, ce qui provoque des vibrations des feuillets valvulaires et des structures adjacentes. La valvule aortique se ferme légèrement avant la valvule pulmonaire, et cette différence s'accentue lors de l'inspiration lorsque S2 se scinde en deux composantes distinctes (clivage physiologique). Lors de l'expiration, la valve pulmonaire se ferme presque en même temps que l'aortique et la scission de S2 n'est pas audible.
L'exercice augmente l'intensité des composantes aortique et pulmonaire de S2, tandis que l'inspiration profonde augmente l'intensité de la composante pulmonaire uniquement.

## Scission physiologique
Pendant l'inspiration, la paroi thoracique se dilate et rend la pression intrathoracique plus négative (pensez au vide). L’augmentation de la pression négative permet aux poumons de se remplir d’air et de se dilater. Ce faisant, il induit également une augmentation du retour du sang veineux du corps vers l'oreillette droite via les veines caves supérieure et inférieure, et vers le ventricule droit en augmentant le gradient de pression (le sang est aspiré par le vide du corps et vers le côté droit du cœur). Simultanément, il y a une réduction du volume sanguin revenant des poumons vers l’oreillette gauche (le sang veut rester dans les poumons en raison du vide entourant les poumons, et le PVR est plus faible en raison de l’expansion pulmonaire). Puisqu'il y a une augmentation du volume sanguin dans le ventricule droit pendant l'inspiration, la valvule pulmonaire (composante P 2 de S 2 ) reste ouverte plus longtemps pendant la systole ventriculaire en raison d'une augmentation du temps de vidange ventriculaire, tandis que la valvule aortique (composante A 2 de S 2 ) S 2 ) se ferme légèrement plus tôt en raison d'une réduction du volume ventriculaire gauche et du temps de vidange ventriculaire. Ainsi la composante P2 de S2 est retardée par rapport à celle de la composante A2. Ce retard de P 2 par rapport à A 2 est entendu comme un léger élargissement ou même une « scission » du deuxième bruit cardiaque ; bien qu'il ne soit généralement entendu que dans la zone pulmonaire de la poitrine car le P 2 est mou et n'est pas entendu dans d'autres zones.
Lors de l'expiration, la paroi thoracique s'effondre et diminue la pression intrathoracique négative (par rapport à l'inspiration). Par conséquent, il n’y a plus d’augmentation du retour sanguin vers le ventricule droit par rapport au ventricule gauche et le volume du ventricule droit n’est plus augmenté. Cela permet à la valvule pulmonaire de se fermer plus tôt, de sorte qu'elle chevauche la fermeture de la valvule aortique et que la fente ne soit plus entendue.
Il est physiologiquement normal d'entendre un « dédoublement » du deuxième tonus cardiaque chez les personnes plus jeunes, lors de l'inspiration et dans la « zone pulmonaire », c'est-à-dire le 2e ICS (espace intercostal) au bord gauche du sternum.

### étapes
- La paroi thoracique se dilate pendant l'inspiration
- La pression intrathoracique devient plus négative pour former un vide
- Le retour veineux du corps vers le cœur droit augmente, le retour veineux des poumons vers le cœur gauche diminue

### Analyse de la pression
Selon les Principes De La Médecine Interne de Harrison, « normalement, la pression artérielle chute pendant l'inspiration (égale ou inférieure à 10 mmHg), en raison d'une augmentation du flux sanguin dans le ventricule droit avec déplacement du septum interventriculaire vers la gauche, diminuant le remplissage du ventricule gauche. et le débit cardiaque".
La pression dans le ventricule droit tente d'ouvrir la valve pulmonaire. La pression dans l'artère pulmonaire tente de fermer la valvule pulmonaire. N'oubliez pas que la pression la plus élevée « gagnera ». Par conséquent, la fermeture de la valve pulmonaire (P 2 ) sera retardée puisque la pression dans le ventricule droit augmente lors de l'inspiration, s'opposant à la pression dans l'artère pulmonaire et la maintenant ouverte plus longtemps que lors de l'expiration. Le changement dans A 2 n'est pas si évident. Ainsi P 2 apparaît après A 2 à l'inspiration.

## Scission pathologique
Les différents types de scission S 2 peuvent être associés à des pathologies :
- Scission pendant l'inspiration : normal[3]. (Voir au-dessus)
- Large division : observée dans des conditions qui retardent la vidange du VD ( sténose pulmonaire, bloc de branche droit ). Un retard dans la vidange du VR provoque un son pulmonaire retardé (indépendamment de la respiration) ; c'est une exagération des sons de division normaux.
- Scission pendant l'expiration : division inversée (clivage paradoxal) indique une pathologie due à un retard de fermeture de la valvule aortique. La sténose aortique, la cardiomyopathie hypertrophique, le bloc de branche gauche et un stimulateur cardiaque ventriculaire pourraient tous provoquer une division inverse du deuxième bruit cardiaque[4].
- Scission pendant l'inspiration et l'expiration :
  - Si la division ne varie pas avec l'inspiration, elle est appelée « division fixe S 2 » et est généralement due à une communication interauriculaire [5] telle qu'une communication interauriculaire. La communication interauriculaire crée un shunt de gauche à droite qui augmente le flux sanguin vers le côté droit du cœur, provoquant ainsi la fermeture de la valvule pulmonaire plus tard que la valvule aortique, indépendamment de l'inspiration/expiration.
  - Un bloc de branche LBBB ou RBBB (bien que RBBB soit connu pour être associé uniquement à la division S1 ) produira une division continue, mais le degré de division variera toujours en fonction de la respiration.

Lorsque la valvule pulmonaire se ferme avant la valvule aortique, on parle alors de « scission paradoxale de S 2 ». À l'examen physique, le clivage paradoxal est apprécié comme un clivage accru à l'expiration par rapport à l'inspiration, par rapport au clivage normal où l'inspiration augmentera le clivage. On l'observe dans des conditions qui retardent la vidange ventriculaire gauche (par exemple, sténose aortique, bloc de branche gauche).